# 팽선
팽선(彭宣, ? ~ 4년)은 전한 말기의 관료로, 자는 자패(子佩)이며 회양국 양가현(陽夏縣) 사람이다.

## 생애
장우로부터 《역경》을 배웠고, 조정의 부름을 받아 박사가 되고 동평태부가 되었다. 훗날 성제의 초빙을 받은 장우의 천거로 우부풍으로 기용되었고, 이듬해에 정위가 되었으나, 제후국 출신은 장안에 있어서는 안 된다는 이유로 태원태수로 좌천되었다.
수화 원년(기원전 8년), 다시 부름을 받아 대사농·광록훈을 역임하였고, 애제 즉위 후 우장군·좌장군을 역임하였으나 면직되었다. 이는 애제가 외척 정(丁)씨·부(傅)씨를 고관에 앉히고자 하여 벌어진 일로, 애제는 팽선의 아들이 회양왕의 딸과 혼인한 것을 이유로 팽선을 면직시키고, 금과 수레·말을 내려주고 관내후에 봉하여 집으로 보냈다.
이후 간대부(諫大夫) 포선의 천거로 원수 원년(기원전 2년)에 광록대부가 되었고, 이듬해에 대사공에 봉해지고 장평후(長平侯)에 봉해졌다.
같은 해, 애제가 붕어하고 왕망이 대사마가 되어 권력을 장악하니, 팽선은 연로함을 이유로 은퇴하였다. 그러나 왕망은 자신이 권력을 잡자마자 은퇴하는 팽선을 미워하여, 으레 은퇴할 때 주었던 금과 수레를 주지 않았다.
원시 4년(4년)에 죽으니 시호를 경(頃)이라 하였고, 작위는 아들 팽성이 이었다.

## 출전
- 반고, 《한서》 권11 애제기·권18 외척은택후표·권19하 백관공경표 下·권71 준소우설평팽전

| 전임 우상 | 전한의 우부풍 기원전 14년 ~ 기원전 13년 | 후임 사림 |

| 전임 진경 | 전한의 정위 기원전 13년 ~ 기원전 11년 | 후임 주박 |

| 전임 허상 | 전한의 대사농 기원전 8년 ~ 기원전 7년 | 후임 양상 |

| 전임 허상 | 전한의 광록훈 기원전 7년 | 후임 왕공 |

| 전임 부희 | 전한의 우장군 기원전 7년 ~ 기원전 6년 | 후임 공손록 |

| 전임 사단 | 전한의 좌장군 기원전 6년 ~ 기원전 5년 | 후임 정망 |

| 전임 (어사대부) 하무 | 전한의 대사공 (어사대부) 기원전 2년 ~ 기원전 1년 | 후임 (대사공) 왕숭 |

| 선대 (첫 봉건) | 전한의 장평후 기원전 1년 5월 갑자일 ~ 기원후 4년 | 후대 아들 장평절후 팽성 |